# Xianfeng (köping i Kina, Sichuan, lat 31,63, long 106,30)
Xianfeng (kinesiska: 先锋镇, 先锋) är en köping i Kina. Den ligger i provinsen Sichuan, i den sydvästra delen av landet, omkring 240 kilometer nordost om provinshuvudstaden Chengdu. Antalet invånare är 9 699. Befolkningen består av 4 739 kvinnor och 4 960 män. Barn under 15 år utgör 18,0 %, vuxna 15-64 år 69 %, och äldre över 65 år 12,0 %.
Genomsnittlig årsnederbörd är 1 410 millimeter. Den regnigaste månaden är juli, med i genomsnitt 291 mm nederbörd, och den torraste är december, med 4 mm nederbörd.